# Colonia Oficial n.º 5
Colonia Oficial n.º 5 es un paraje y centro rural de población con junta de gobierno de 4.ª categoría del distrito General Campos del departamento San Salvador, en la provincia de Entre Ríos, República Argentina. Se encuentra a unos 10 km de la localidad de General Campos por la ruta provincial n.º 37 (camino consolidado).
No fue considerada localidad en los censos de 1991 y de 2001, por lo que la población fue censada como rural dispersa en un área sin precisar.
El centro rural de población fue creado mediante el decreto 6269/2000 MGJE del 30 de diciembre de 2000, asignando sus límites. La primera junta de gobierno fue designada por el decreto 395/2001 MGJE del 16 de febrero de 2001. Los límites del área jurisdiccional de la junta de gobierno son:
- Noroeste: ejido de General Campos
- Norte: ruta nacional 18
- Estesudeste: departamento Concordia
- Sudoeste: arroyo Grande

Nuevas autoridades fueron designadas en 2004 y 2008.